# Coppa CERS 1987-1988
La Coppa CERS 1987-1988 è stata l'8ª edizione dell'omonima competizione europea di hockey su pista riservata alle squadre di club. Il torneo ha avuto inizio il 20 febbraio e si è concluso il 25 giugno 1988. 
Il titolo è stato conquistato dall'Amatori Vercelli per la seconda volta nella sua storia.

## Squadre partecipanti
| Nazione        | Club             | Città                     | Qualificazione                                        |
| -------------- | ---------------- | ------------------------- | ----------------------------------------------------- |
| Francia        | Gazinet-Cestas   | Cestas                    | 3º in 1ere Division 1987                              |
| Francia        | Tourcoing        | Tourcoing                 | 4º in 1ere Division 1987                              |
| Germania Ovest | Cronenberg       | Wuppertal                 | 2º in 1 Bundesliga 1987                               |
| Germania Ovest | Darmstadt        | Darmstadt                 | 3º in 1 Bundesliga 1987                               |
| Italia         | Amatori Vercelli | Vercelli                  | 2º in Serie A1 1986-1987, finale play-off             |
| Italia         | Castiglione      | Castiglione della Pescaia | 5º in Serie A1 1986-1987, quarti di finale play-off   |
| Italia         | CGC Viareggio    | Viareggio                 | 3º in Serie A1 1986-1987, semifinale play-off         |
| Paesi Bassi    | Lichtstad        | Eindhoven                 | 3º in 1ª Klasse 1987                                  |
| Portogallo     | Benfica          | Lisbona                   | 4º in 1ª Divisão 1986-1987, semifinale play-off       |
| Portogallo     | Paço de Arcos    | Paço de Arcos             | 6º in 1ª Divisão 1986-1987, quarti di finale play-off |
| Portogallo     | Sporting CP      | Lisbona                   | 3º in 1ª Divisão 1986-1987, semifinale play-off       |
| Spagna         | Cibeles          | Oviedo                    | 6º in División de Honor 1986-1987                     |
| Spagna         | Piera            | Piera                     | 4º in División de Honor 1986-1987                     |
| Spagna         | Voltregà         | Sant Hipòlit de Voltregà  | 5º in División de Honor 1986-1987                     |
| Svizzera       | Ginevra          | Ginevra                   | 2º in Lega Nazionale A 1987                           |
| Svizzera       | Montreux         | Montreux                  | 3º in Lega Nazionale A 1987                           |

## Risultati

### Ottavi di finale
| Squadra 1      | Totale | Squadra 2        | Andata | Ritorno |
| -------------- | ------ | ---------------- | ------ | ------- |
| Benfica        | 8 - 12 | Amatori Vercelli | 6 - 1  | 2 - 11  |
| Castiglione    | 5 - 9  | Voltregà         | 2 - 1  | 3 - 8   |
| CGC Viareggio  | 18 - 9 | Sporting CP      | 14 - 3 | 4 - 6   |
| Cibeles        | 11 - 3 | Cronenberg       | 8 - 2  | 3 - 1   |
| Gazinet-Cestas | 9 - 11 | Tourcoing        | 5 - 3  | 4 - 8   |
| Ginevra        | 3 - 11 | Darmstadt        | 0 - 4  | 3 - 7   |
| Lichtstad      | 5 - 4  | Piera            | 4 - 1  | 1 - 3   |
| Paço de Arcos  | 8 - 3  | Montreux         | 3 - 2  | 5 - 1   |

### Quarti di finale
| Squadra 1        | Totale      | Squadra 2     | Andata | Ritorno |
| ---------------- | ----------- | ------------- | ------ | ------- |
| Amatori Vercelli | 11 - 6      | Cibeles       | 10 - 2 | 1 - 4   |
| CGC Viareggio    | 6 - 6 (gfc) | Paço de Arcos | 4 - 4  | 2 - 2   |
| Lichtstad        | 9 - 16      | Darmstadt     | 1 - 7  | 8 - 9   |
| Tourcoing        | 8 - 19      | Voltregà      | 5 - 10 | 3 - 9   |

### Semifinali
| Squadra 1     | Totale | Squadra 2        | Andata | Ritorno |
| ------------- | ------ | ---------------- | ------ | ------- |
| Paço de Arcos | 16 - 7 | Darmstadt        | 11 - 2 | 5 - 5   |
| Voltregà      | 8 - 13 | Amatori Vercelli | 6 - 5  | 2 - 8   |

### Finale
| Squadra 1     | Totale | Squadra 2        | Andata | Ritorno |
| ------------- | ------ | ---------------- | ------ | ------- |
| Paço de Arcos | 5 - 7  | Amatori Vercelli | 4 - 3  | 1 - 4   |